# WooCommerce
WooCommerce ist ein freies Plug-in für WordPress, welches das Content-Management-System um die Funktionalität eines Onlineshops ergänzt. Es wurde insgesamt mehr als 15 Millionen Mal heruntergeladen und ist damit eines der populärsten WordPress-Plugins.
Nach den Statistiken von BuiltWith hat WooCommerce einen Anteil von ca. 37 % bei E-Commerce-Systemen. Insgesamt wird WooCommerce auf ca. 1,05 Millionen Websites verwendet.
WooCommerce entstand ursprünglich aus einem Fork des Plugins Jigoshop. Das Plugin zeichnet sich durch die nahtlose Einbettung der E-Commerce-Funktionen in das WordPress-Framework aus. Dabei werden für sämtliche Inhaltstypen die von WordPress vorgesehenen Custom Post Types sowie Custom Taxonomies verwendet. Die Speicherung der Daten erfolgt zumeist über die in WordPress tief integrierten Meta-Daten.

## Umbenennung in Woo
Am 31. Oktober 2023 gab Automattic bekannt, dass man WooCommerce in Woo umbenannt hat.
David Callaway, der VP of Creative & Communications bei Woo, erklärte, dass "Woo" bereits seit Jahren eine geläufige Bezeichnung für das Unternehmen durch treue Kunden ist. "Jetzt nutzen wir diesen Namen für unser Unternehmen und unsere Marke", sagte Callaway. "Es ist ein spaßiger, prägnanter Name, der zeigt, wie begeistert wir sind, den Erfolg von Händlern und Entwicklern zu fördern. Der Wechsel zu Woo.com ist Teil dieser größeren Strategie."
Die Umstellung zu Woo betrifft dabei jedoch nur die Marke und das Unternehmen. WooCommerce beleibt weiterhin der Name für die Open-Source Plattform.

## Erweiterungen
Ein Kritikpunkt besteht in der fehlenden Anpassung von WooCommerce an den deutschen Markt. Als Folge davon kann es für Betreiber von WooCommerce in Deutschland zu Abmahnungen mangels Einhaltung deutscher Rechtsgrundlagen kommen. Dem entgegen wirkt das kostenlose und unter GPLv3 lizenzierte Plugin WooCommerce Germanized.
Außerdem existieren zahlreiche kostenlose und kostenpflichtige Erweiterungen mit zusätzlichen Features, Designelementen oder Zahlungsarten.